# Läther
Läther je album Franka Zappy, nahrané v letech 1972–1976 a vydané v roce 1996.

## Seznam skladeb - CD 1
Všechny skladby napsal Frank Zappa.

### LP: Strana 1
1. "Re-gyptian Strut" – 4:36
2. "Naval Aviation in Art?" – 1:32
3. "A Little Green Rosetta" – 2:48
4. "Duck Duck Goose" – 3:01
5. "Down in de Dew" – 2:57
6. "For the Young Sophisticate" – 3:14

### LP: Strana 2
1. "Tryin' to Grow a Chin" – 3:26
2. "Broken Hearts Are for Assholes" – 4:40
3. "The Legend of the Illinois Enema Bandit" – 12:43

### LP: Strana 3
1. "Lemme Take You to the Beach" – 2:46
2. "Revised Music for Guitar & Low Budget Orchestra" – 7:36
3. "RDNZL" – 8:14

## Seznam skladeb - CD 2

### LP: Strana 4
1. "Honey, Don't You Want a Man Like Me?" – 4:56
2. "The Black Page #1" – 1:57
3. "Big Leg Emma" – 2:11
4. "Punky's Whips" – 11:06

### LP: Strana 5
1. "Flambe" – 2:05
2. "The Purple Lagoon" – 16:22

### LP: Strana 6
1. "Pedro's Dowry" – 7:45
2. "Läther" – 3:50
3. "Spider of Destiny" – 2:40
4. "Duke of Orchestral Prunes" – 4:21

## Seznam skladeb - CD 3

### LP: Strana 7
1. "Filthy Habits" – 7:12
2. "Titties 'n Beer" – 5:23
3. "The Ocean Is the Ultimate Solution" – 8:32

### LP: Strana 8
1. "The Adventures of Greggery Peccary" – 21:00

### Bonusy na CD
1. "Regyptian Strut (1993)" – 4:42
2. "Leather Goods" – 6:01
3. "Revenge of the Knick Knack People" – 2:25
4. "Time Is Money" – 3:04